# Thomas Rådström
Thomas Rådström, soprannominato Radis (Vännäs, 22 gennaio 1966), è un ex pilota di rally svedese, quattro volte a podio in gare del campionato del mondo rally.

## Biografia
Ha partecipato al campionato del mondo rally dal 1989 al 2002, cogliendo, come miglior piazzamento, un 12º nel mondiale piloti del 2002.

## Palmarès

### Podi nel mondiale rally
| # | Anno | Rally           | Copilota       | Vettura                     | Pos. |
| - | ---- | --------------- | -------------- | --------------------------- | ---- |
| 1 | 1995 | Rally di Svezia | Lars Bäckman   | Toyota Celica GT-Four       | 3º   |
| 2 | 1999 | Rally di Svezia | Fred Gallagher | Ford Focus WRC              | 3º   |
| 3 | 2001 | Rally di Svezia | Tina Thörner   | Mitsubishi Carisma GT Evo 6 | 2º   |
| 4 | 2002 | Safari Rally    | Denis Giraudet | Citroën Xsara WRC           | 3º   |

## Risultati nel mondiale rally

### WRC
| 1989 | Scuderia                  | Vettura         |  |     |  |  |  |  |  |  |  |  |  |  |  |  |  |  | Punti | Pos. |
| ---- | ------------------------- | --------------- |  | --- |  |  |  |  |  |  |  |  |  |  |  |  |  |  | ----- | ---- |
| 1989 | Swedish Junior Rally Team | Audi 80 Quattro |  | Rit |  |  |  |  |  |  |  |  |  |  |  |  |  |  | 0     |      |

| 1991 | Scuderia | Vettura                    |  |     |  |  |  |  |  |  |  |  |  |  |  |  |  |  | Punti | Pos. |
| ---- | -------- | -------------------------- |  | --- |  |  |  |  |  |  |  |  |  |  |  |  |  |  | ----- | ---- |
| 1991 |          | Toyota Celica GT-4 (ST165) |  | Rit |  |  |  |  |  |  |  |  |  |  |  |  |  |  | 0     |      |

| 1993 | Scuderia | Vettura                         |  |     |  |  |  |  |  |  |     |  |  |  |  |  |  |  | Punti | Pos. |
| ---- | -------- | ------------------------------- |  | --- |  |  |  |  |  |  | --- |  |  |  |  |  |  |  | ----- | ---- |
| 1993 |          | Toyota Celica Turbo 4WD (ST185) |  | Rit |  |  |  |  |  |  | Rit |  |  |  |  |  |  |  | 0     |      |

| 1994 | Scuderia | Vettura                         |  |  |  |  |  |  |  |   |  |  |  |  |  |  |  |  | Punti | Pos. |
| ---- | -------- | ------------------------------- |  |  |  |  |  |  |  | - |  |  |  |  |  |  |  |  | ----- | ---- |
| 1994 |          | Toyota Celica Turbo 4WD (ST185) |  |  |  |  |  |  |  | 7 |  |  |  |  |  |  |  |  | 4     | 31º  |

| 1995 | Scuderia            | Vettura                       |  |   |  |  |  |  |  |  |  |  |  |  |  |  |  |  | Punti  | Pos. |
| ---- | ------------------- | ----------------------------- |  | - |  |  |  |  |  |  |  |  |  |  |  |  |  |  | ------ | ---- |
| 1995 | Toyota Castrol Team | Toyota Celica GT-Four (ST205) |  | 3 |  |  |  |  |  |  |  |  |  |  |  |  |  |  | 12 (0) |      |

| 1996 | Scuderia                                                              | Vettura                       |   |  |  |     |  |   |  |  |     |  |  |  |  |  |  |  | Punti | Pos. |
| ---- | --------------------------------------------------------------------- | ----------------------------- | - |  |  | --- |  | - |  |  | --- |  |  |  |  |  |  |  | ----- | ---- |
| 1996 | Toyota Castrol Team Sweden, H.F. Grifone SRL e Toyota Castrol Finland | Toyota Celica GT-Four (ST205) | 6 |  |  | Rit |  | 6 |  |  | Rit |  |  |  |  |  |  |  | 12    | 15º  |

| 1997 | Scuderia                   | Vettura                       |  |   |  |  |  |  |  |   |  |  |  |  |  |  |  |  | Punti | Pos. |
| ---- | -------------------------- | ----------------------------- |  | - |  |  |  |  |  | - |  |  |  |  |  |  |  |  | ----- | ---- |
| 1997 | Toyota Castrol Team Sweden | Toyota Celica GT-Four (ST205) |  | 5 |  |  |  |  |  | 5 |  |  |  |  |  |  |  |  | 4     | 15º  |

| 1998 | Scuderia                                                           | Vettura            |  |     |  |     |    |  |  |     |   |   |  |  |  |  |  |  | Punti | Pos. |
| ---- | ------------------------------------------------------------------ | ------------------ |  | --- |  | --- | -- |  |  | --- | - | - |  |  |  |  |  |  | ----- | ---- |
| 1998 | Toyota Castrol Team, Toyota Castrol Team Sweden e H.F. Grifone SRL | Toyota Corolla WRC |  | Rit |  | Rit | 12 |  |  | Rit | 7 | 6 |  |  |  |  |  |  | 1     | 19º  |

| 1999 | Scuderia            | Vettura            |  |   |  |  |  |  |   |     |     |     |     |  |   |   |  |  | Punti | Pos. |
| ---- | ------------------- | ------------------ |  | - |  |  |  |  | - | --- | --- | --- | --- |  | - | - |  |  | ----- | ---- |
| 1999 | Ford Motor Co. Ltd. | Ford Focus WRC '99 |  | 3 |  |  |  |  | 6 | Rit | Rit | Rit | Rit |  | 7 | 6 |  |  | 6     | 12º  |

| 2000 | Scuderia           | Vettura            |  |   |  |     |  |  |  |  |  |  |  |  |  |  |  |  | Punti | Pos. |
| ---- | ------------------ | ------------------ |  | - |  | --- |  |  |  |  |  |  |  |  |  |  |  |  | ----- | ---- |
| 2000 | Toyota Team Sweden | Toyota Corolla WRC |  | 4 |  | Rit |  |  |  |  |  |  |  |  |  |  |  |  | 3     | 16º  |

| 2001 | Scuderia                                           | Vettura                                                                |  |   |     |  |  |  |     |  |  |  |  |  |  |  |  |  | Punti | Pos. |
| ---- | -------------------------------------------------- | ---------------------------------------------------------------------- |  | - | --- |  |  |  | --- |  |  |  |  |  |  |  |  |  | ----- | ---- |
| 2001 | Marlboro Mitsubishi Ralliart e Automobiles Citroën | Mitsubishi Carisma GT Evo VI, Citroën Saxo Kit Car e Citroën Xsara WRC |  | 2 | Rit |  |  |  | Rit |  |  |  |  |  |  |  |  |  | 6     | 15º  |

| 2002 | Scuderia            | Vettura           |     |    |  |     |  |  |   |   |     |  |  |  |  |     |  |  | Punti | Pos. |
| ---- | ------------------- | ----------------- | --- | -- |  | --- |  |  | - | - | --- |  |  |  |  | --- |  |  | ----- | ---- |
| 2002 | Automobiles Citroën | Citroën Xsara WRC | Rit | 37 |  | Rit |  |  | 8 | 3 | Rit |  |  |  |  | Rit |  |  | 4     | 12º  |

| 2006 | Scuderia            | Vettura                    |  |   |  |  |  |  |  |  |  |  |  |  |  |  |  |  | Punti | Pos. |
| ---- | ------------------- | -------------------------- |  | - |  |  |  |  |  |  |  |  |  |  |  |  |  |  | ----- | ---- |
| 2006 | Rally Team Olsbergs | Subaru Impreza S10 WRC '04 |  | 5 |  |  |  |  |  |  |  |  |  |  |  |  |  |  | 4     | 20º  |

| Legenda | 1º posto | 2º posto | 3º posto | A punti | Senza punti | Ritirato | Squalificato | NP=Non partito C=Gara cancellata | Apice=Power stage |

### Group N Cup
| 1993 | Scuderia | Vettura                         |  |     |  |  |  |  |  |  |  |  |  |  |  |  |  |  | Punti | Pos. |
| ---- | -------- | ------------------------------- |  | --- |  |  |  |  |  |  |  |  |  |  |  |  |  |  | ----- | ---- |
| 1993 |          | Toyota Celica Turbo 4WD (ST185) |  | Rit |  |  |  |  |  |  |  |  |  |  |  |  |  |  | 0     |      |

| Legenda | 1º posto | 2º posto | 3º posto | A punti | Senza punti | Ritirato | Squalificato | NP=Non partito C=Gara cancellata | Apice=Power stage |